# تیتوس بوبرنیک
تیتوس بوبرنیک (چکی: Titus Buberník؛ زادهٔ ۱۲ اکتبر ۱۹۳۳) یک بازیکن فوتبال اهل چکسلواکی است.
وی سابقه عضویت در تیم ملی فوتبال چکسلواکی در جام جهانی فوتبال ۱۹۵۸ و جام جهانی فوتبال ۱۹۶۲ را در کارنامه دارد..